# Campeonato Brasileiro Série A 2022
Il Campeonato Brasileiro Série A 2022 (in italiano: Campionato Brasiliano Serie A 2022) è stata la 66ª edizione del massimo campionato brasiliano di calcio.

## Novità
A sostituire Bahia, Chapecoense, Grêmio e Sport Recife, retrocesse in Série B nella stagione precedente, ci sono Botafogo, vincitore della Série B 2021 e tornato immediatamente nella massima serie, Avaí, dopo due anni d'assenza, Coritiba e Goiás, anch'esse come il Botafogo, dopo solo una stagione in B.
Lo stato più rappresentate è quello di San Paolo (Corinthians, Palmeiras, RB Bragantino, Santos e San Paolo) con cinque squadre. Con tre club Rio de Janeiro (Botafogo, Flamengo e Fluminense), con due club ciascuno ci sono Ceará (Ceará e Fortaleza), Goiás (Atl. Goianiense e Goiás), Minas Gerais (América-MG e Atlético Mineiro), Paraná (Athl. Paranaense e Coritiba) e Rio Grande do Sul (Internacional e Juventude). Infine vantano una formazione cadauna Mato Grosso (Cuiabá) e Santa Catarina (Avaí).

## Squadre partecipanti
| Squadra          | Città             | Stato             | Stagione precedente |
| ---------------- | ----------------- | ----------------- | ------------------- |
| América-MG       | Belo Horizonte    | Minas Gerais      | 8º in Série A       |
| Athl. Paranaense | Curitiba          | Paraná            | 14º in Série A      |
| Atl. Goianiense  | Goiânia           | Goiás             | 9º in Série A       |
| Atlético Mineiro | Belo Horizonte    | Minas Gerais      | 1º in Série A       |
| Avaí             | Florianópolis     | Santa Catarina    | 4º in Série B       |
| Botafogo         | Rio de Janeiro    | Rio de Janeiro    | 1º in Série B       |
| Ceará            | Fortaleza         | Ceará             | 11º in Série A      |
| Corinthians      | San Paolo         | San Paolo         | 5º in Série A       |
| Coritiba         | Curitiba          | Paraná            | 3º in Série B       |
| Cuiabá           | Cuiabá            | Mato Grosso       | 15º in Série A      |
| Flamengo         | Rio de Janeiro    | Rio de Janeiro    | 2º in Série A       |
| Fluminense       | Rio de Janeiro    | Rio de Janeiro    | 7º in Série A       |
| Fortaleza        | Fortaleza         | Ceará             | 4º in Série A       |
| Goiás            | Goiânia           | Goiás             | 2º in Série B       |
| Internacional    | Porto Alegre      | Rio Grande do Sul | 12º in Série A      |
| Juventude        | Caxias do Sul     | Rio Grande do Sul | 16º in Série A      |
| Palmeiras        | San Paolo         | San Paolo         | 3º in Série A       |
| RB Bragantino    | Bragança Paulista | San Paolo         | 6º in Série A       |
| Santos           | Santos            | San Paolo         | 10º in Série A      |
| San Paolo        | San Paolo         | San Paolo         | 13º in Série A      |

## Allenatori
| Squadra          | Allenatore                                               |
| ---------------- | -------------------------------------------------------- |
| América-MG       | - Marquinhos Santos - Vágner Mancini                     |
| Athl. Paranaense | - Alberto Valentim - Fábio Carille - Luiz Felipe Scolari |
| Atl. Goianiense  | - Umberto Louzer - Jorginho - Eduardo Baptista           |
| Atlético Mineiro | - Antonio Mohamed - Cuca                                 |
| Avaí             | - Eduardo Barroca - Lisca                                |
| Botafogo         | Luís Castro                                              |
| Ceará            | - Dorival Júnior - Marquinhos Santos - Lucho González    |
| Corinthians      | Vítor Pereira                                            |
| Coritiba         | - Gustavo Morínigo - Guto Ferreira                       |
| Cuiabá           | - Pintado - António Oliveira                             |
| Flamengo         | - Paulo Sousa - Dorival Júnior                           |
| Fluminense       | - Abel Braga - Fernando Diniz                            |
| Fortaleza        | Juan Pablo Vojvoda                                       |
| Goiás            | Jair Ventura                                             |
| Internacional    | - Alexander Medina - Mano Menezes                        |
| Juventude        | - Eduardo Baptista - Umberto Louzer - Celso Roth         |
| Palmeiras        | Abel Ferreira                                            |
| RB Bragantino    | Maurício Barbieri                                        |
| Santos           | - Fabián Bustos - Lisca                                  |
| San Paolo        | Rogério Ceni                                             |

## Classifica finale
|       | Pos. | Squadra          | Pt | G  | V  | N  | P  | GF | GS | DR  |
| ----- | ---- | ---------------- | -- | -- | -- | -- | -- | -- | -- | --- |
|       | 1.   | Palmeiras        | 81 | 38 | 23 | 12 | 3  | 66 | 27 | +39 |
|       | 2.   | Internacional    | 73 | 38 | 20 | 13 | 5  | 58 | 31 | +27 |
|       | 3.   | Fluminense       | 70 | 38 | 21 | 7  | 10 | 63 | 41 | +22 |
|       | 4.   | Corinthians      | 65 | 38 | 18 | 11 | 9  | 44 | 36 | +8  |
| [ 2 ] | 5.   | Flamengo         | 62 | 38 | 18 | 8  | 12 | 60 | 39 | +21 |
|       | 6.   | Athl. Paranaense | 58 | 38 | 16 | 10 | 12 | 48 | 48 | 0   |
|       | 7.   | Atlético Mineiro | 58 | 38 | 15 | 13 | 10 | 45 | 37 | +8  |
|       | 8.   | Fortaleza        | 55 | 38 | 15 | 10 | 13 | 46 | 39 | +7  |
|       | 9.   | San Paolo        | 54 | 38 | 13 | 15 | 10 | 55 | 42 | +13 |
|       | 10.  | América-MG       | 53 | 38 | 15 | 8  | 15 | 40 | 40 | 0   |
|       | 11.  | Botafogo         | 53 | 38 | 15 | 8  | 15 | 41 | 43 | -2  |
|       | 12.  | Santos           | 47 | 38 | 12 | 11 | 15 | 44 | 41 | +3  |
|       | 13.  | Goiás            | 46 | 38 | 11 | 13 | 14 | 40 | 53 | -13 |
|       | 14.  | RB Bragantino    | 44 | 38 | 11 | 11 | 16 | 49 | 59 | -10 |
|       | 15.  | Coritiba         | 42 | 38 | 12 | 6  | 20 | 39 | 60 | -21 |
|       | 16.  | Cuiabá           | 41 | 38 | 10 | 11 | 17 | 31 | 42 | -11 |
|       | 17.  | Ceará            | 37 | 38 | 7  | 16 | 15 | 34 | 41 | -7  |
|       | 18.  | Atl. Goianiense  | 36 | 38 | 8  | 12 | 18 | 39 | 57 | -18 |
|       | 19.  | Avaí             | 35 | 38 | 9  | 8  | 21 | 34 | 60 | -26 |
|       | 20.  | Juventude        | 22 | 38 | 3  | 13 | 22 | 29 | 69 | -40 |

Legenda 2023:
     Campione del Brasile e ammessa alla Coppa Libertadores e Supercopa do Brasil
     Ammesse alla fase a gironi della Coppa Libertadores
     Ammesse ai preliminari della Coppa Libertadores
     Ammesse alla fase a gironi della Coppa Sudamericana
     Retrocesse in Série B
Note:
Tre punti a vittoria, uno a pareggio, zero a sconfitta.

### Tabellone
|                  | AME  | ATG  | ATM  | ATP  | AVA  | BRG  | BOT  | CEA  | COR  | CTB  | CUI  | FLA  | FLU  | FOR  | GOI  | INT  | JUV  | PAL  | SAN  | SPA  |
| ---------------- | ---- | ---- | ---- | ---- | ---- | ---- | ---- | ---- | ---- | ---- | ---- | ---- | ---- | ---- | ---- | ---- | ---- | ---- | ---- | ---- |
| América Mineiro  | –––– | 1-1  | 1-1  | 1-0  | 2-1  | 0-3  | 1-1  | 0-2  | 1-0  | 2-0  | 2-1  | 1-2  | 0-0  | 1-2  | 1-0  | 1-0  | 4-1  | 0-1  | 1-0  | 1-2  |
| Atl. Goianiense  | 0-1  | –––– | 0-2  | 1-1  | 2-1  | 2-1  | 1-1  | 1-0  | 0-1  | 2-0  | 1-1  | 1-1  | 3-2  | 0-1  | 0-1  | 1-2  | 3-1  | 1-1  | 2-3  | 1-2  |
| Atlético Mineiro | 1-2  | 2-0  | –––– | 2-3  | 2-1  | 1-1  | 0-2  | 0-0  | 1-2  | 2-2  | 3-0  | 2-0  | 2-0  | 3-2  | 0-1  | 2-0  | 1-0  | 0-1  | 1-1  | 0-0  |
| Atl. Paranaense  | 1-1  | 4-1  | 0-1  | –––– | 2–1  | 4-2  | 3-0  | 1-0  | 1-1  | 1-0  | 2-2  | 1-0  | 1-0  | 1-1  | 3-2  | 0-0  | 2-0  | 1-3  | 2-2  | 1-0  |
| Avaí             | 1-0  | 1-2  | 1-0  | 1-1  | –––– | 1-2  | 1-2  | 2-0  | 1-1  | 2-1  | 1-2  | 1-2  | 0-3  | 3–2  | 3-2  | 0-1  | 1-2  | 2-2  | 1-0  | 1-1  |
| Bragantino       | 1-4  | 4-0  | 1-1  | 4-2  | 4-0  | –––– | 0-1  | 1-1  | 0-1  | 4-2  | 2-1  | 1-0  | 0-1  | 2-1  | 1-1  | 0–2  | 1-0  | 2–2  | 0–2  | 1-1  |
| Botafogo         | 0-0  | 0-0  | 0-1  | 2-0  | 0-1  | 2-1  | –––– | 1-1  | 1-3  | 2-0  | 0-2  | 0-1  | 0-1  | 3-1  | 1-2  | 0-1  | 1-1  | 1-3  | 3-0  | 1-0  |
| Ceará            | 1-2  | 1-1  | 0-0  | 0-0  | 1-0  | 0-1  | 1-3  | –––– | 1-1  | 1-1  | 1-1  | 2-2  | 0-1  | 0-1  | 1-1  | 1-1  | 4-1  | 1-2  | 2-1  | 0-2  |
| Corinthians      | 1-1  | 2-1  | 0-1  | 2-1  | 3-0  | 1–0  | 1-0  | 1-0  | –––– | 3-1  | 2-0  | 1-0  | 0-2  | 1-0  | 1-0  | 2-2  | 2-0  | 0-1  | 0-0  | 1-1  |
| Coritiba         | 1-0  | 2–0  | 0-1  | 0-1  | 1-0  | 2-1  | 1-0  | 1-0  | 2–2  | –––– | 1-0  | 1-0  | 3-2  | 2-1  | 3-0  | 1-1  | 2–2  | 0-2  | 1-2  | 1-1  |
| Cuiabá           | 2-1  | 1-1  | 1-1  | 0-1  | 1-0  | 1-1  | 2-0  | 0-0  | 1-0  | 2-1  | –––– | 1-2  | 0-1  | 0-1  | 1-2  | 1-1  | 1-0  | 1-1  | 0-0  | 1-1  |
| Flamengo         | 3-0  | 4-1  | 1-0  | 5–0  | 1-2  | 4-1  | 0-1  | 1-1  | 1-2  | 2-0  | 2-0  | –––– | 1-2  | 1-2  | 1-0  | 0-0  | 4-0  | 0-0  | 3-2  | 3-1  |
| Fluminense       | 0-2  | 0-2  | 5-2  | 2-1  | 2-0  | 2-1  | 2-2  | 2-1  | 4-0  | 5-2  | 1-0  | 1-2  | –––– | 2-1  | 3-0  | 0-1  | 4-0  | 1-1  | 0-0  | 3-1  |
| Fortaleza        | 1-0  | 1-1  | 0-0  | 0-0  | 2-0  | 6-0  | 1-3  | 0-1  | 1-0  | 3-1  | 0-1  | 3-2  | 0-1  | –––– | 1-1  | 3-0  | 1-1  | 0-0  | 0-0  | 1-1  |
| Goiás            | 2-2  | 2-1  | 2-2  | 2-1  | 1-1  | 1-1  | 0-1  | 1-1  | 0-0  | 1-0  | 1-0  | 1-1  | 2-3  | 0-1  | –––– | 1-2  | 1-0  | 1-1  | 0-0  | 0-4  |
| Internacional    | 1-0  | 1-1  | 3-0  | 2-0  | 0-0  | 0-0  | 2-3  | 2-1  | 2-2  | 3-0  | 1-0  | 3-1  | 3-0  | 2-1  | 4-2  | –––– | 4-0  | 3-0  | 1-0  | 3-3  |
| Juventude        | 0-1  | 1-1  | 1-2  | 1-3  | 1-1  | 2-2  | 2-2  | 1-0  | 2-2  | 0-1  | 0-1  | 2-2  | 1-0  | 1-1  | 0-0  | 1-1  | –––– | 0-3  | 1-2  | 1-2  |
| Palmeiras        | 2-1  | 4–2  | 0-0  | 0-2  | 3-0  | 2-0  | 4-0  | 2-3  | 3-0  | 4-0  | 1-0  | 1-1  | 1-1  | 4-0  | 3-0  | 2-1  | 2-1  | –––– | 1-0  | 0-0  |
| Santos           | 3-0  | 1-0  | 1-2  | 2-0  | 1-1  | 2-2  | 2-0  | 0-0  | 0-1  | 2-1  | 4-1  | 1-2  | 2-2  | 0-2  | 1-2  | 1-1  | 4–1  | 0-1  | –––– | 1-0  |
| San Paolo        | 1-0  | 2-1  | 2–2  | 4-0  | 4-0  | 3–0  | 0-1  | 2-2  | 1-1  | 3-1  | 2-1  | 0-2  | 2-2  | 0-1  | 3-3  | 0-1  | 0-0  | 1-2  | 2-1  | –––– |